# K-429
 (août 2024).
Si vous disposez d'ouvrages ou d'articles de référence ou si vous connaissez des sites web de qualité traitant du thème abordé ici, merci de compléter l'article en donnant les références utiles à sa vérifiabilité et en les liant à la section « Notes et références ».
Le K-429 (auquel il est souvent fait référence par erreur sous l’indicatif K-329) est un sous-marin nucléaire appartenant au Projet 670-A Скат (Skat, signifiant « raie » selon la classification soviétique et à la classe Charlie I (code OTAN). Sa quille est posée le 26 janvier 1971 à l’usine n°112 Krasnoïé Sormovo à Gorky. Il est lancé le 22 avril 1972 et est inscrit sur les listes de la Marine soviétique le 31 octobre 1972. Il sert dans la Flotte du Pacifique.

## Le naufrage
Au printemps 1983, le K-429 rentre à sa base pour entretien et réparations après une longue mission de patrouille en mer. Une fois le sous-marin en cale sèche, l’équipage prend congé. Les armes nucléaires restent cependant à bord du sous-marin.

### Ordre de reprendre la mer
Au mois de juin de la même année, le capitaine de premier rang Nikolaï Souvorov reçoit l’ordre du contre-amiral Oleg Ierofeïev, commandant de la Flotte du Pacifique, d’assumer à nouveau le commandement du K-429 et de prendre part à un exercice. Souvorov s’étonne de recevoir un tel ordre : les exercices avaient été prévus pour l’automne, le sous-marin était en cours de réparations, l’équipage en congé et Souvorov attendait d’être muté à Saint-Pétersbourg. Ierofeïev rétorque à Souvorov que, s’il venait à réitérer de telles réserves, son appartenance au Parti communiste serait révoquée et qu’il serait convoqué en cour martiale. L’appartenance au Parti communiste est alors une condition indispensable pour recevoir le commandement d’un bâtiment de la flotte soviétique.
Souvorov convoque alors son équipage et retourne à bord du K-429 en urgence. Une grande partie de l’équipage ne peut être contacté et les postes des absents sont pourvus par des personnels de la base navale et des membres d’équipage de cinq autres bâtiments au port à l’époque. Près d’un tiers des 120 sous-mariniers n’avaient jamais servi à bord du K-429 auparavant, et aucun d’entre eux ne s’était entraîné à bord du K-429. Le 23 juin 1983, le K-429 reçoit l’ordre de se rendre sur la zone prévue pour procéder à un tir de torpille. Souvorov refuse d’exécuter cet ordre répondant, que les procédures opérationnelles standards prévoient qu’il réalise un test d’immersion en premier.

### Le naufrage
Le 23 juin en fin de soirée, le K-429 arrive dans sa zone de tir dans la baie Sarannaïa, au sud de Petropavlovsk-Kamtchatski, et Souvorov donne l’ordre de passer en immersion périscopique. Cependant, il ne donne pas l'ordre préliminaire de déclencher le chronomètre de plongée - l'équipage ne prépare pas les systèmes du bâtiment et une grande partie n'est pas à son poste pour contrôler la plongée.
Le sous-marin n'ayant pas été préparé à plonger, les vannes ne sont pas correctement positionnées, et bien que les principaux ballasts se remplissaient, les voyants indiquaient qu'ils étaient vides. Perplexe, Souvorov ordonne que les ballasts auxiliaires soient remplis. Le poids des ballasts rempli d'environ 60 tonnes rend la flottabilité du bâtiment négative et le sous-marin se met à plonger rapidement.
Alors que le K-429 était encore en entretien et révision, son système de ventilation avait été ouvert au maximum, de manière à évacuer les fumées de soudage. Plusieurs systèmes de verrouillage permettant de fermer automatiquement les vannes de ventilation avaient été désactivés. Le départ du sous-marin étant précipité, la préparation du bâtiment avant de prendre la mer est négligée.
L'ouverture du système de ventilation provoque l'inondation catastrophique et immédiate des compartiments avant. Souvorov ordonne alors de vider les ballasts en urgence afin de refaire surface, mais - confus - l'opérateur ferme les valves situées sous la coques et ouvre celles situées sur la partie supérieure. Près de la moitié des réserves d'air à haute pression du sous-marin est ainsi relâchée, sans permettre au sous-marin de remonter. Environ 420 m3 (420 t) pénètrent dans le compartiment de proue, avant que le système de ventilation ne soit finalement fermé, tuant 14 hommes immédiatement. Vers minuit, le sous-marin heurte le fond de l’océan, à 39 mètres de profondeur. Bien que Souvorov ait commis des erreurs de commandement qui contribuèrent au naufrage, sa volonté de procéder à un test de plongée sauve le restant de l'équipage : la zone retenue pour le tir d'entraînement de la torpille se trouvait à 200 mètres de profondeur. Si Souvorov avait ordonné de plonger directement, le K-429 et son équipage auraient été perdus.

### Le sauvetage
Les balises de secours du sous-marin et les capsules de survie ayant été soudées à la coque pour éviter de les perdre en mer, l'équipage n'a donc pas d'autre choix pour sortir du sous-marin que de faire une ascension à la nage dans les eaux de l'Arctique. Souvorov suppose que son message annonçant qu'il procéderait à un test de plongée a été reçu et que l'officier de service donnerait l'alarme au bout d'une heure, ne recevant pas de message du sous-marin indiquant que le test s'était déroulé correctement. Il ordonne à son équipage de rester à son poste et d'attendre les secours, même si les batteries commençaient à libérer de l'hydrogène.
Plusieurs heures plus tard, dans la matinée du 25 juin, Souvorov demande des volontaires. Deux hommes appartenant à l'équipage d'origine du K-429 revêtent des combinaisons de survie, s'extraient du sous-marin en passant par la salle des torpilles et parviennent à remonter à la surface. Ils n'aperçoivent aucun navire dans la zone et se mettent à nager en direction de la côte où ils sont arrêtés par la police militaire.
Leur rapport parvient à l’amiral Ierofeïev vers midi. À 19 h 15 dans la soirée, le sous-marin avait été localisé et le premier sous-marinier est remonté à bord des navires de sauvetage à 22 h 36. Pendant les opérations de sauvetage, deux hommes meurent pendant la remontée. Le dernier membre d’équipage à remonter atteint la surface à 23 h 0.

### Développements ultérieurs
Le 6 août, le K-429 est renfloué puis remorqué en eau peu profonde et une inspection est lancée. Il s’avère alors que le réacteur nucléaire s’est automatiquement éteint, mais que ses barres de contrôle étaient bloquées avant de sortir complètement (ce qui aurait stoppé la réaction nucléaire) et le réacteur fonctionnait à environ 0,5 % de la puissance depuis la catastrophe. Aucune radiation ni fuite radioactive ne sont décelées. Le 8 août, le K-429 est placé en cale sèche
Souvorov est condamné à 10 ans de prison. Likhovozov, le chef du cinquième compartiment, est lui condamné à 8 ans de prison. Ils sont emmenés en détention immédiatement après la fin du procès qui a lieu dans les baraquements de la base navale, sans pouvoir saluer leurs familles. Souvorov dira plus tard dans un entretien : « Je ne suis pas tout à fait innocent. Mais une analyse juste aurait dû être faite pour éviter de tels accidents à l’avenir. Je l’ai dit aux juges dans ma conclusion : si vous ne dites pas la vérité, d’autres n’apprennent pas des mauvaises expériences, plus d’accidents se produiront, plus de gens mourront. »
L’amiral Ierofeïev est promu commandant-en-chef de la Flotte du Nord.
Le 13 septembre 1985, K-429 coule alors qu’il se trouve à quai. Renfloué, il est retiré du service en 1987.